# はじめまして。 (まるりとりゅうがのアルバム)
『はじめまして。』は、まるりとりゅうが の1枚目のミニ・アルバム。2019年2月20日に、ユニバーサルミュージックから発売された。

## 概要
- 昨年デビューしたまるりとりゅうがにとって初のミニ・アルバムにして初のCD作品。

## 収録曲
CD 
1. 幸せになって
  - 作詞・作曲：Ryuga
2. 時が止まればいいのに
  - 作詞・作曲：Ryuga
3. 聞き飽きちゃうくらいの愛を伝えて欲しいの
  - 作詞・作曲：Ryuga
4. 気まぐれな時雨
  - 作詞・作曲：Ryuga
5. 好きなのに
  - 作詞・作曲：Ryuga
6. 翼
  - 作詞・作曲：Ryuga

 DVD 
【初回生産限定盤のみ】
1. 「幸せになって」Music Video
2. 「幸せになって」Music Video メイキング映像
3. 「まるりとりゅうがのへや #4」オフショットムービー（2018.12.2 大阪 / 2018.12.10 東京）
4. 「まるりとりゅうが デビューへの道のり」